# Гашиш
Гашиш (хеш) — одна із сильнодіючих психотропних речовин, есенція коноплі, екстрагована і спресована в блоки.
Основним активним інгредієнтом є тетрагідроканабінол. Гашиш може бути від ясно-зеленого до темно-коричневого або навіть чорного кольору. Сленгові назви гашишу: гашик, ямба, камінь, твердий, пластилін, пласт, м'який, гаш, хеш, гарік, галя, гарсон, пластик, гамшиш, ручник, пробівуха, хімія. Останні три назви походять від способу отримання гашишу.

Три керамічні трубки для куріння гашишу. Знайдені в Кордові (Іспанія), період Аль-Андалус (точна дата невідома). Зберігаються в Музеї археології Кордови.

Назва походить від арабського Гашишин — «травоїди», буквально: жувателі гашишу. Від того ж арабського кореня походить назва асасинів (хашишшин) — ці стародавні воїни Середнього Сходу мали звичай вживати гашиш.
Гашиш не слід плутати з марихуаною.

## Отримання гашишу
Процес отримання гашишу з конопель не дуже складний.
Один із сучасних методів — це тряска суцвіть конопель із сухим льодом у спеціальному мішку з порами. Завдяки низькій температурі трихоми відпадають від суцвіть і проходять через пори мішка (зазвичай розміром від 25 до 220 мкм, від чого залежить якість), після чого їх збирають та пресують у брикет.

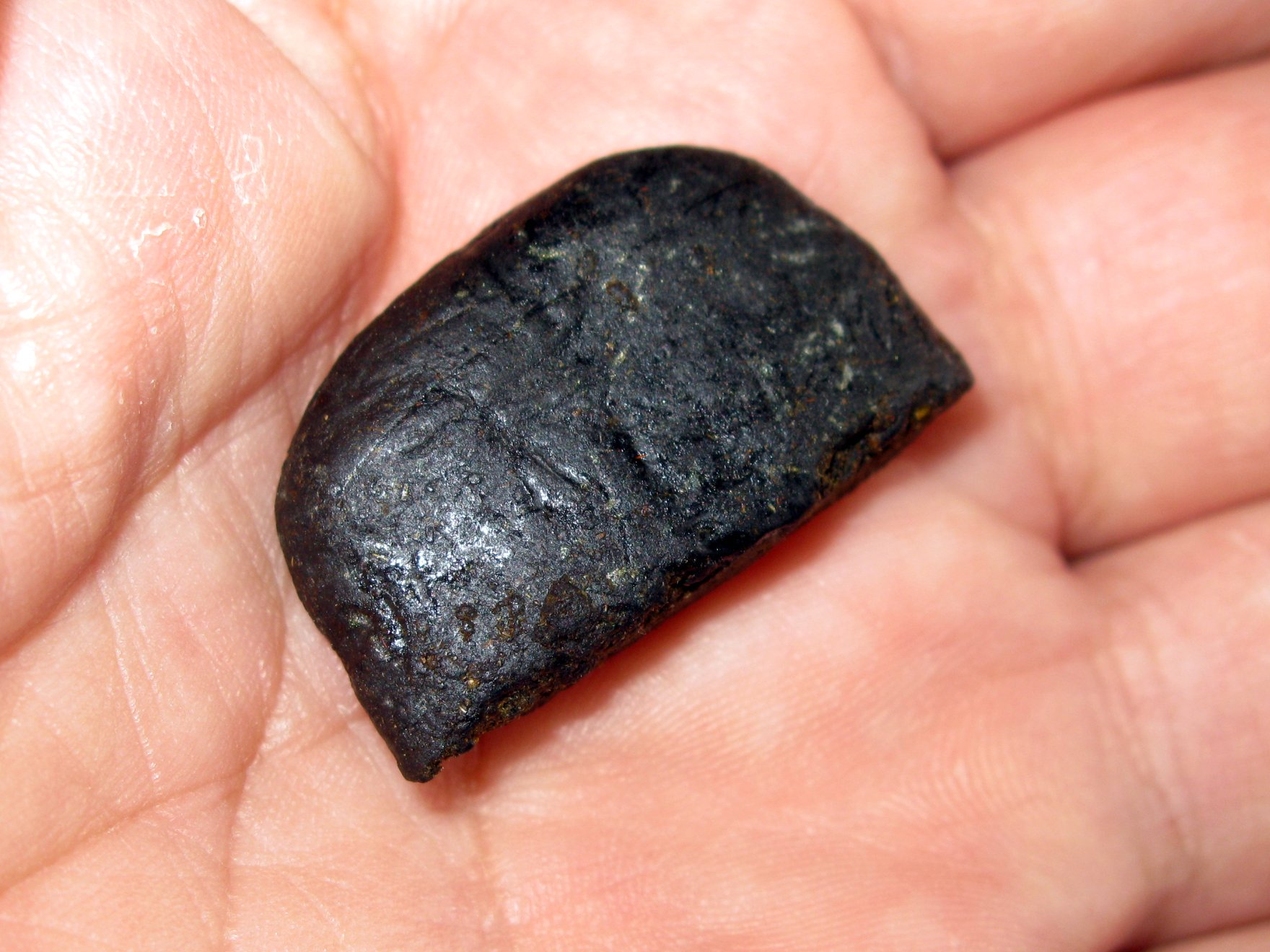
Чистий гашиш з Маналі (10 г).

У Індії, для отримання гашишу з особливо високим вмістом речовин, з глибокої старовини застосовується наступний спосіб: верхні частини рослини поміщаються в овечу шкуру, викопується яма, на дно ставиться ємність для збору гашишу. Далі внизу шкури робиться отвір для виходу смоли, і шкура закопується на деякий час.
Ще один класичний спосіб виробництва гашишу: дрібний пил (в основному пилок і шматочки листя) обтрушують з рослин конопель, а потім просівають через 5-10 сит з різними отворами. Найдрібніші фракції пресують в брикети.
Розділяють 5 сортів гашишу — залежно від величини фракцій і вмісту психоактивних речовин.
Також, існують хімічні способи отримання гашишу з конопель, із застосуванням різних розчинників або ефірів: висушене листя конопель або маріхуани настоюють на рідині (це може бути навіть вода). Настій висушують, отримуючи концентрат конопляної смоли. Вода не розчиняє канабіноїди.
Щоб приготувати 100 грам гашишу першого гатунку, потрібно приблизно 1 кг високоякісного канабісу.

## Гашиш в Марокко
Одним з найбільших у світі експортерів гашишу є Марокко: понад 800 000 марокканців (2,7 % населення) залучено у виробництво гашишу.
- Марокко у 2003 році виробило понад 47 400 тонн маріхуани і 3080 тонн гашишу.
- Марокко у 1988 році ратифікувало конвенцію ООН по боротьбі з наркотиками.
- Кілограм низькоякісного марокканського гашишу у Великій Британії у 2005 році коштував £500.
- Економічний ефект від вирощування коноплі в Марокко з 1 кг становить від 16000$ до 30000$, а від вирощування хліба — 1000$.
- У 2006 році марокканський суд засудив торговця наркотиками Моуніра Еррамака до 20 років ув'язнення за незаконний оборот наркотиків і оштрафував його на 375 мільйонів доларів за митні порушення.

## Легальний гашиш
Легальний гашиш — це гашиш, який виготовлений і продається відповідно до законодавства певної країни чи регіону. Оскільки закони щодо використання наркотиків різняться у різних країнах, гашиш може бути легальним в одному місці та нелегальним в іншому.
У деяких країнах та регіонах існують закони, що дозволяють і контролюють використання та продаж певних форм марихуани, включаючи гашиш. Наприклад, у деяких штатах США, Канаді, Уругваї та деяких інших країнах були прийняті закони, які дозволяють регульований продаж та споживання марихуани, включаючи гашиш, з певними обмеженнями та вимогами.
Проте в інших країнах та регіонах гашиш залишається нелегальним наркотиком. Це означає, що провадження, продаж, купівля та використання гашишу можуть підпадати під кримінальне переслідування та бути караними.

### CBD-гашиш
CBD-гашиш — це продукт, який містить каннабідіол (CBD), один з численних хімічних сполук, виявлених у рослині конопель. На відміну від традиційного гашишу, який містить високі рівні психоактивної сполуки дельта-9-тетрагідроканнабінолу (THC), CBD-гашиш містить мінімальну кількість або взагалі не містить THC.
CBD не має психоактивних властивостей і не викликає ейфорію або «підйом». Він відомий своїм потенціалом у сфері пом'якшення болю, зниження запалення, пом'якшення тривоги та допомоги при деяких медичних станах.
CBD-гашиш може вироблятися шляхом вилучення каннабіноїдів з рослин конопель з високим вмістом CBD та подальшого змішування з іншими інгредієнтами для створення гашишу. Продукти CBD-гашишу зазвичай доступні в різних формах, включаючи тверді концентрати, олії, воски та смоли.

## Солодощі
У 1954 році в «Кулінарній книзі Аліси Б. Токлас» був опублікований рецепт “Haschich Fudge,” її друга, художника Бріона Гізіна, який жив у Марокко. У Марокко вважається, що Haschich Fudge (що кожен може приготувати в дощовий день) допомагає від застуди у сиру зимову погоду.

## В художній літературі
Граф Монте-Крісто.: ч.2 гл.10 в третій третині граф вгощає барона Франца д'Епіне і сам їсть щербет з гашишу.
Французький письменник і поет середини XIX ст. Шарль Бодлер описував свій психоделічний досвід в есе «Вино і гашиш» і «Поема про гашиш».